# 6136 Gryphon
6136 Gryphon eller 1990 YH är en asteroid i huvudbältet som upptäcktes den 22 december 1990 av de båda japanska astronomerna Takeshi Urata och Akira Natori vid JCPM Yakiimo Station. Den är uppkallad efter karaktären Gryphon i Lewis Carrolls Alice i Underlandet.
Asteroiden har en diameter på ungefär 15 kilometer och den tillhör asteroidgruppen Eos.